# 人民新聞
人民新聞（じんみんしんぶん The Jimmin Shimbun ピープルズニュース）は、有限責任事業組合人民新聞が発行する新聞。政治団体や党派の機関紙ではなく、「大衆政治新聞」としている。中華人民共和国の「人民日報」とは関連が無い。2017年株式会社人民新聞として登記。2022年株式会社人民新聞は解散。2022年4月より、有限責任事業組合人民新聞に移行。世代交代と新編集部が発足。

## 編集方針
2020年の新春インタビューでは脱成長・気候危機への対応・マルクスの読み直しをおこなう斎藤幸平のインタビューを行った。斎藤の40万部のベストセラーとなった『人新世の資本論』が出版される前である。
2015年安保法制反対の時、内田樹らが言った「天皇のほうが安倍政権よりリベラル」というリベラルの風潮には組しない。下記のような論説を載せた。

「安倍首相と比べると天皇の方がリベラル」という意見を時折見る。しかも現政権に批判的で、天皇主義ではない（であろう）人々の口からだ。思想的にリベラルを全否定した上で天皇主義になる転向ではなく、リベラルなことを主張する根拠に天皇が登場するのだ。一体これは何だろう。（…）実際に天皇が何を考えているのかは分からない。だからこそ、憶測で安倍首相よりマシだと言ってはならない、という単純な疑問を持つべきだ。

2019年には、「天皇制を考える」というシリーズ特集を行い、太田昌国、鈴木邦男などが論陣を張った。
パレスチナ問題ではあくまでパレスチナを支持、イスラエルとの二国家共存という、現在国際社会で主流になっている平和プロセス（日本共産党も二国家共存を支持している）を支持していない。

## 歴史
1968年『新左翼』として創刊された。1976年4月5日より『人民新聞』と改題。どの党派にも属していない。1952年の吹田事件当事者で、1964年日本共産党から決別した上田等（1928―2007）や日角八十治たちが発刊した。
上田の回想録にはこうある。

　党から排除されたものだけが仲間で他には誰もいないという時期が、1967年ごろまで続いた。怒りも大きかったし、そこで否定されないように、消えてしまわないように必死だった。自己の正当性を主張し、相手の誤りを強調するという党派闘争に集中していった。1965年9月から（日本共産党解放戦線の）機関紙「平和と独立」を発行して全国的結集を目指し、各地を回って働きかけた。
　マルクス主義的原則を守り抜くことが原則であり、修正主義に陥った共産党に対して正しい党を作ることが先決問題だと思って2～3年やったが、次第にその限界性が分かってきた。いくら自分が正しいといったところで、大衆にとってそんなことは大した問題ではない。コップの中の嵐に過ぎない。大衆との関連を明らかにすることなしに自分の正当性だけを主張しても、それは不毛だし、原則性にはならない。私憤を公憤に変えても大衆は結集できないと、これは今もそう思っている。
　1968年、大学闘争が全国に広がっていた。「解放戦線」の見解からすれば、学生運動はエネルギーをだしてやっているけれども、今この瞬間だけで長続きするものではない。こんなことでやれるはずはない。しかし、今やっている連中を捨てておくわけにはいかない、この中に飛び込んで一緒に戦う中で共産党に代わる新しい時代の力を作ろうと考えた。内部では一部異論もあったが、その認識で一致した。それで、この勢力を新しい世代基盤にしようと、1968年8月5日、新聞「新左翼」を発刊した。一部には新左翼業界紙という批判や誹謗もあったが、特定の党派に偏らない左翼新聞をと、ともかく30年近くねばって発行し続けている。

パレスチナ問題は積極的に取り上げる。かつてテロリストグループの「アラブ赤軍」「日本赤軍」の主張を掲載し、パレスチナ闘争連帯を掲げた重信房子も寄稿した。そのことにより、「日本赤軍との組織的関係」と見た公安警察から捜索を受けるが、発行社は「立場や党派を問わず様々な問題を紙面を通じて多くの人々に紹介し、相互批判・論議の場を保障し創り出していく」ためであるとしている。同紙は、「闘い続けている」パレスチナ人民の立場に立つ姿勢であり、中立や絶対的な非暴力思想の立場ではない。
なお上田等の『戦後の大阪の党活動を総括する立場とは？その一部としての私の総括』（2000年）の感想として日本赤軍の丸岡修は、「日本赤軍の路線は基本的に間違っていた。日本を対象にした国外での武装闘争や国内での軍事路線追求は誤りだった。…（中略）…戦後10年間の共産党の闘いの教訓を学べていなかった。『賢者は歴史から学び、愚者は経験から学ぶ』という言葉があるが、まさにその通りであった」と上田に人づてに伝えたという。上田からは丸岡に「陣地を固めてがんばっていれば、必ず時代は変わる。わしは見られないかもしれないが、お前は生き抜け」という便りがあったという。

## 沿革
- 1968年8月5日 -「新左翼」として発刊
- 1968年12月12日 - 第三種郵便物認可
- 1976年4月5日 -「人民新聞」に改題
- 2017年8月29日 - 大阪府大阪市港区港晴三丁目3-18から現在地に移転[5]。
- 2017年11月21日 - 元日本赤軍メンバーで国際手配中の岡本公三側に使用させるキャッシュカードを銀行からだまし取ったとして、兵庫県警察が詐欺容疑で編集長を逮捕[9]。2018年7月18日、神戸地方裁判所にて懲役1年、執行猶予3年の有罪判決[10]、人民新聞は不当逮捕であるとして抗議[11][12][13]。

## 新聞データ
- 毎月3回　5、15、25日発行
- タブロイド判6ページ
- 1部定価150円
- 購読料　年間：6000円　6ヶ月間：3000円　月間：500円
- 発行部数不明
- 戸別配送は郵便による。基本的に社名と新聞名が書かれ、一部開封された封筒に入れられ送られてくる（第三種郵便物）。希望者には社名を出さない密封での送付にも対応している。密封送付による購読費に変わりはない。